# Pierre Delanoë
Pierre Delanoë, pseudonimo di Pierre Charles Marcel Napoléon Leroyer (IPA  [pjɛʁ dəlanɔe]; Parigi, 16 dicembre 1918 – Poissy, 27 dicembre 2006), è stato un paroliere francese.

## Biografia
Soprannominato il papa della canzone francese fu autore, dalla fine degli anni quaranta in poi, dei testi di oltre quattromila canzoni. 
Il suo nome è legato soprattutto al repertorio di Gilbert Bécaud, ma fu anche autore di brani per altri artisti, quali: Édith Piaf, Dalida, Juliette Gréco, Tino Rossi, Yvette Giraud, Charles Aznavour, Michel Sardou, France Gall, Michel Polnareff, Claude François, Michel Fugain, Joe Dassin, Serge Reggiani, Petula Clark, Johnny Hallyday, Hugues Aufray, Gérard Lenorman, Nicole Rieu, Nicoletta, Nana Mouskouri.
Tra i brani più celebri che portano la firma di Delanoë, figurano, tra gli altri, Et maintenant (cantata da Gilbert Bécaud), Une belle histoire (nota in italiano come Un'estate fa), Fini, la comédie (interpretata da Dalida).
A lui è intitolato (dal 2008) il "Premio Pierre Delanoë", premio musicale per giovani talenti istituito nel 2006, inizialmente con il nome di "Premio Claude Lemesle".

## Composizioni (parziale)
- Adieu Angelina (cover di Farewell Angelina, interpretata da Nana Mouskouri)
- Le Bal des Laze (interpretata da Michel Polnareff)
- Une belle histoire (interpretata da Michel Fugain)
- C'était Paris en 1970 (interpretata da Juliette Gréco)
- Champs-Elysées (interpretata da Joe Dassin)
- Chante, pleure (interpretata da Claude François)
- La Demoiselle d'Orléans (interpretata da Mireille Mathieu)
- Deux amants (interpretata da Tino Rossi)
- Et bonjour à toi l'artiste (1975; interpretata da Nicole Rieu)
- Et maintenant (1961, con musiche di Gilbert Bécaud; interpretata da Gilbert Bécaud)
- Fini, la comédie (1981, scritta sulla melodia di There for Me dei La Bionda[8]; interpretata da Dalida)
- Jésus bambino (cover di 4 marzo 1943; interpretata da Dalida)
- Il est mort le soleil (interpretata da Nicoletta)
- Le jour où la pluie viendra
- Les Lacs du Connemara (interpretata da Michel Sardou)
- Mes mains
- Nathalie (con musiche di Gilbert Bécaud; interpretata da Gilbert Bécaud)
- Les petites souris (interpretata da Claude François)
- Que c'est bon la vie (interpretata da Nana Mouskouri)
- Quelque chose et moi
- Rossignol anglais (interpretata da Hugues Aufray)
- Les Vieux Mariés (interpretata da Michel Sardou)